# Gus G.
Kostas Karamitroudis (en griego: Κώστας Καραμητρούδης), más conocido como Gus G. (Salónica, Grecia; 12 de septiembre de 1980), es un guitarrista griego de heavy metal.

## Carrera
Actualmente toca con su propia banda, Firewind. También ha tocado en Mystic Prophecy, Nightrage, Arch Enemy y Dream Evil. A la edad de 18 años salió de Grecia para inscribirse en el Berklee College of Music, pero abandonó después de sólo unas pocas semanas y comenzó a trabajar en su firme decisión de hacerse un nombre en la escena del metal. Durante su breve período en el Berklee, Gus entró en contacto con Joe Stump, a quien nombra como una gran influencia en su carrera.
En julio de 2005, sustituyó en la guitarra temporalmente a Christopher Amott cuando Arch Enemy participaba en el Ozzfest, además de contribuir en su álbum Doomsday Machine tocando un solo de guitarra en la canción "Taking Back My Soul". 
Ha hecho apariciones especiales para varios artistas, como el suministro de los solos en las canciones "Felonies of the Christian Art" y "Life Deprived" de Old Man's Child, del álbum In Defiance of Existence, y algunos solos en el álbum Gallows Gallery de la banda japonesa de Avant-garde/black metal Sigh. 
Más recientemente, Gus tocó dos solos para el álbum de Nightrage, Wearing a Martyr's Crown, marcando así un breve retorno a una de sus primeras bandas. Los solos aparecen en la canción instrumental "Sting Of Remorse". 
El nombre artístico de "Gus G." tiene dos fuentes de origen - "Gus" es una traducción griega común al inglés americano de la denominación "Kostas", y "G" fue un apodo dado a él por un amigo durante el tiempo que residió en los EE. UU. 
Gus G fue elegido en tercer lugar en los tres mejores guitarristas de todo el mundo en 2003 por la revista japonesa Burrn!.
Ha estado tocando actualmente con Ozzy Osbourne Como guitarrista solista.

## Discografía

### Solista
- Guitar Master (2001) - Diginet Music
- I Am the Fire (2014) - Century Media Records
- Brand New Revolution (2015) - Century Media Records

### Con Firewind
- Between Heaven and Hell (2002) - Massacre Records
- Burning Earth (2003) - Leviathan Records
- Forged by Fire (2005) - EMI Records
- Allegiance (2006) - Century Media Records
- The Premonition (2008) - Century Media Records
- Days of Defiance (2010) - Century Media Records
- Few Against Many (2012) - Century Media Records
- Inmortals (2017) - Century Media Records

### Con Nightrage
- Sweet Vengeance (2003) - Century Media Records
- Descent into Chaos (2005) - Century Media Records

### Con Dream Evil
- Dragonslayer (2002) - Century Media Records
- Evilized (2003) - Century Media Records
- The Book of Heavy Metal (2004) - Century Media Records

### Con Mystic Prophecy
- Vengeance (2001) - B. Mind Records
- Regressus (2003) - Nuclear Blast Records
- Never Ending (2004) - Nuclear Blast Records

### Con Ozzy Osbourne
- Scream (2010) - Epic Records

### Como invitado
- Exhumation - solo de guitarra en la canción "Befalling" del álbum Traumaticon (1999).
- Dies Irae - solo de guitarra y segundas voces en la canción "Blurred", del álbum Naive, junto con Marios Illopolous de Nightrage (2001).
- Old Man's Child - solos de guitarra en las canciones "Felonies of the Christian Art" y "Life Deprived" del álbum In Defience of Existence (2003).
- Cans - solo de guitarra en la canción "Beyond the Gates" del álbum homónimo (2004).
- Rotting Christ - guitarrista invitado en el álbum Sanctus Diavolos (2004).
- Imaginery - solo de guitarra en la canción "Blind Eyes" del álbum Long Lost Pride (2005).
- Sigh - solo de guitarra en la canción "Confession To Be Buried" del álbum Gallows Gallery (2005).
- Arch Enemy - solo de guitarra en la canción "Taking Back My Soul" del álbum Doomsday Machine (2005).
- Dream Evil - guitarra líder en la canción "My Number One" (Elena Paparizou cover), del álbum United (2006).
- Dew-Scented - guitarrista invitado en el álbum Incinerate (2007).
- Nightrage - solos de guitarra en la canción "Sting of Remorse" del álbum Wearing a Martyr's Crown (2009).
- Kamelot - guitarra en la canción "Hunter's Season" del álbum Poetry for the Poisoned (2010)